# Свислоч (град)
Свислоч (на беларуски: Свіслач; на руски: Свислочь) е град в Беларус, административен център на Свислочки район, Гродненска област. Населението на града е 3884 души (по приблизителна оценка от 1 януари 2018 г.).

## История
За пръв път селището е споменато през 1256 година, през 2000 година получава статут на град.